# JR三ノ宮新駅ビル
JR三ノ宮新駅ビル（仮称）は、神戸市中央区雲井通8丁目1-2に建設中の超高層ビルであり、JR三ノ宮駅の新しい駅ビルとなる。商業施設、ホテル、オフィスが入る。高さ約155m、地上30階、地下2階建てで、2029年度開業予定である。ビルは阪急神戸三宮駅等の各三宮駅や商業施設のミント神戸に接続されるように駅前広場の上空に約2500m2のペデストリアンデッキが設置される。
現在、イベントスペースとなっている所には、旧駅ビルとして、2018年3月末に閉館となった「三宮ターミナルビル」が建っていた。

## 概要
西日本旅客鉄道、UR都市機構、神戸市が主導となり、JR三ノ宮駅の新駅ビルと三宮周辺地区の再開発となる。新駅ビルの名称については、まだ決定されていない。

## 沿革
2015年9月3日、神戸市が三宮周辺地区の「再整備基本構想」について発表。
2019年9月に、神戸市が神戸三宮「えきまち空間」基本計画を発表。
2021年10月5日、西日本旅客鉄道、UR都市機構、神戸市による、JR三ノ宮新駅ビルや三宮周辺地区の再整備を進めていくことに合意、締結したことを発表。
2022年3月30日、新駅ビル建設の概要について発表。
2023年6月5日、新駅ビルの準備工事を開始。
2024年3月、計画を地上30階建て（高さ約155ｍ）に見直して、本体工事に着手。

## 主なテナント
地下1階から地上10階までが、店舗面積が約1万9000m2の商業施設、12階から17階に賃貸面積が約6000m2のオフィス、18階から29階に客室数約250室のホテル、30階にレストランが入る。